# Crista (Helm)

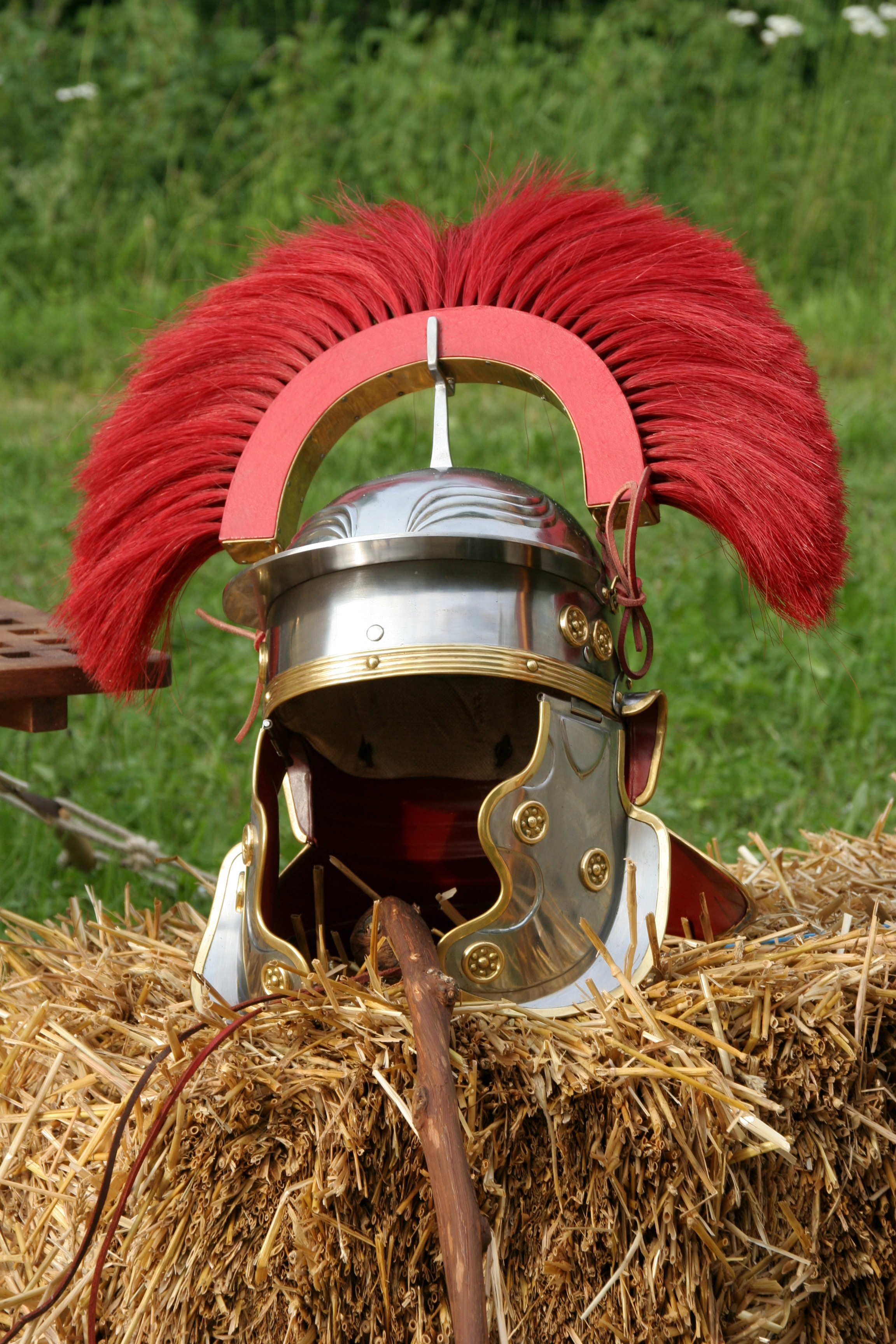
Crista transversa am Helm eines Centurio

Die Crista (lat.: Leiste, Kamm) war ein meist aus gefärbtem Rosshaar, zum Teil auch aus Federn bestehender kammartiger Helmbusch römischer Legionäre. Sie diente bei Mannschaften als Helmzier und verlief von vorne nach hinten über den Helm. Bei Centurionen waren sie ein Dienstgradkennzeichen und wurden zur Unterscheidung quer über den Helm getragen (Crista transversa). Die Crista war abnehmbar auf dem Helm befestigt. Dazu wurden zu verschiedenen Zeiten und bei verschiedenen Helmtypen unterschiedliche Halterungen verwendet (→Weisenau (Helm)). Auf älteren römischen Helmen wurde in spätrepublikanischer und frühkaiserlicher Zeit ein schweifähnlicher Helmbusch in einer zentralen Tülle befestigt (→Montefortino (Helm)). Die Crista wurde entweder mit einem metallenen Fuß in eine auf der Helmmitte angebrachte Schlaufe oder Tülle gesteckt und die Enden vorn und hinten bzw. bei Centurionen seitlich in Ösen festgebunden. Bei manchen Helmen sind keine zentralen Aufnahmen zu finden, sondern stattdessen vorspringende Nieten am Helmrand. Hier geht man davon aus, dass Cristae verwendet wurden, bei denen das Rosshaar auf einem Lederband fixiert war, das zwischen den Nieten flach über den Helm gespannt wurde.
Bildliche Darstellungen von Schlachten deuten darauf hin, dass Helmbusche im Kampf nur von Centurionen getragen wurden, so dass die Offiziere im Kampfgetümmel von ihren Soldaten leicht erkannt und gefunden werden konnten. Eine eindeutige Aussage ist dazu aber nicht möglich, da die Darstellungen oft aus künstlerischem Interesse von der Realität abweichen. Mannschaften legten die Crista wahrscheinlich nur zu besonderen Anlässen wie Paraden oder Zeremonien an. Vom Ende des ersten bis Mitte des zweiten nachchristlichen Jahrhunderts verschwanden Halterungen für Helmbusche weitgehend von Mannschaftshelmen. Bei der Reiterei waren sie anscheinend nie im Gebrauch.